# Xylotrechus reginae
Xylotrechus reginae là một loài bọ cánh cứng trong họ Cerambycidae.